# Филимонов, Александр Андреевич
Алекса́ндр Андре́евич Филимо́нов (белор. Аляксандр Андрэевіч Філімонаў; 9 мая 1918, д. Кучин, Кормянский район, Гомельская область — 31 декабря 2007) — советский офицер-танкист, участник Великой Отечественной войны. Учёный-историк в послевоенное время, доктор исторических наук (1969), профессор (1970). Герой Советского Союза (27.06.1945). Старший лейтенант.

## Биография
Родился 9 мая 1918 года в деревне Кучин (ныне — Кормянский район Гомельской области Беларуси). Окончил десять классов школы. Работал с 1934 года счетоводом в колхозе «Искра», пионервожатым в школе, заведующим избой-читальней, секретарем сельсовета. В 1939 году окончил два курса Коммунистического института журналистики при ЦК КП(б) БССР, после чего проживал в городе Лунинец Брестской области, заведовал отделом в местной газете «Авангард».
В начале Великой Отечественной войны А. А. Филимонов был отправлен в эвакуацию и 17 июля 1941 года призван на службу в Рабоче-крестьянскую Красную Армию. В 1942 году он окончил Орловское бронетанковое училище имени М. В. Фрунзе. С июля 1943 года — на фронтах Великой Отечественной войны. Весь боевой путь прошёл командиром танкового взвода и танковой роты в рядах 5-го гвардейского механизированного корпуса, который воевал на Воронежском, Степнои, 1-м Украинском и 2-м Украинском фронтах. Участвовал в Белгородско-Харьковской, Нижнеднепровской, Пятихатской, Знаменской, Днепровско-Карпатской, Кировоградской, Западно-Карпатской, Берлинской и Пражской операциях. В боях неоднократно был трижды ранен.
К апрелю 1945 года гвардии старший лейтенант Александр Филимонов командовал танковой ротой 55-го гвардейского танкового полка 12-й гвардейской механизированной бригады 5-го гвардейского механизированного корпуса 4-й гвардейской танковой армии 1-го Украинского фронта. Отличился во время Берлинской операции. 16 апреля 1945 года рота Филимонова успешно переправилась через реку Нейсе, а два дня спустя — через Шпрее. 1 мая 1945 года в районе городов Луккенвальде и Беериц она, находясь на левом фланге мотострелковой бригады, отражала 10 атак немецкой группировки, пытавшейся прорваться на запад, подбив в общей сложности 12 танков и самоходных артиллерийских орудий, 11 орудий полевой артиллерии и уничтожив много иного вооружения. В тех боях вместе с остальными подразделениями рота Филимонова уничтожила и пленила более 500 солдат и офицеров противника.
Указом Президиума Верховного Совета СССР от 27 июня 1945 года за «мужество и героизм, проявленные на фронте борьбы с немецкими захватчиками», гвардии старший лейтенант Александр Филимонов был удостоен высокого звания Героя Советского Союза с вручением ордена Ленина и медали «Золотая Звезда» за номером 9088.
В августе 1946 года А. А. Филимонов был уволен в запас. Проживал в Минске. В 1949 году он окончил филологический факультет Белорусского государственного университета имени В. И. Ленина, в 1952 году — аспирантуру при нём. В 1953 году защитил диссертацию за звание кандидата наук «И. В. Сталин — организатор и руководитель печати бакинских большевиков (1907—1910 гг.)». Затем находился на преподавательской работе: с 1954 года — доцент кафедры основ марксизма-ленинизма Белорусского института инженеров железнодорожного транспорта, с 1955 года — заведующий кафедрой основ марксизма-ленинизма и проректор Гомельского государственного педагогического института имени В. П. Чкалова. С 1969 года работал заведующим сектором в Институте истории АН Белорусской ССР. С 1975 года — заместитель директора по научной работе Института истории партии при ЦК Компартии Белоруссии.
Являлся автором большого количества учебников, статей и монографий по истории КПСС, СССР и Белорусской ССР советского периода. Член авторского коллектива трехтомного труда «Всенародная борьба против немецко-фашистских захватчиков в годы Великой Отечественной войны» и пятитомной «Гiсторыi Беларускай ССР».
С 1991 года находился на пенсии. Жил в Минске. Скончался 31 декабря 2007 года. Похоронен в мемориальном парке на площади Свободы в городе Корма.
Доктор исторических наук (1969, тема докторской диссертации: «Укрепление союза рабочего класса и трудящегося крестьянства в период развернутого строительства социализма 1929―1936 гг.: на материалах БССР»), профессор (1970).

## Награды
- Герой Советского Союза (27.06.1945)
- Орден «За службу Родине» III степени (Указ Президента Республики Беларусь от 15.04.1999)[7]
- Орден Ленина (27.06.1945)
- Ордена Отечественной войны I (11.03.1985) и II (7.09.1943) степеней
- Орден Трудового Красного Знамени
- Орден Красной Звезды (8.04.1945)
- Ряд медалей[3]
- Почётный гражданин Кормы

## Память
- 6 мая 2015 года в Минске открыта мемориальная доска в честь Героя Советского Союза Александра Филимонова. Установлена на доме, в котором жил А. А. Филимонов, на улице Куйбышева[8].
- Стела в честь А. А. Филимонова установлена на Аллее Героев в Гомеле (ул. Советская)[9][10].

## Сочинения
- ХI съезд партии: Ленинский план построения социализма и коммунизма в СССР. — Минск, 1960.
- Развитие сельского хозяйства БССР на пути строительства социализма и коммунизма. — Минск, 1973.
- Братское сотрудничество Белорусской ССР с союзными республиками. — Минск, 1974 (в соавт.)
- Трудовой подвиг белорусского народа в послевоенные годы. — Минск, 1976.
- Всенародный характер и интернациональная сущность партизанского движения в Белоруссии в годы Великой Отечественной войны. — Минск, 1978.
- Главная сила и опора Советской власти. 2-е изд. — М., 1982.
- Партизанский фронт в годы Великой Отечественной войны. — Минск, 1993.